# François Le Vau
François Louis Le Vau (Parigi, 1613 – Parigi, 4 luglio 1676) è stato un architetto francese.

## Biografia
François Louis, figlio di Louis Le Vau (I) (1580 - 1661), architetto e ispettore generale delle costruzioni reali, ingegnere di Ponts et chaussées, fratello di Louis Le Vau (II) (1612 – 1670), primo architetto del re Luigi XIV (1638 – 1715) e direttore dei lavori durante la costruzione del Castello di Versailles, rimase nell'ombra del più noto fratello creatore dello stile "Luigi XIV", anche se fu architetto del re di Francia e membro dell'Académie royale d'architecture (Reale Accademia di Architettura di Francia).
François Louis Le Vau è tuttavia noto per la sua prolifica attività di architetto volto alla progettazione e alla costruzione di case e palazzi a Parigi e dintorni, e di castelli a Saint-Fargeau, Bercy, Seignelay e Sucy-en-Brie. Nel 1654 diventa architetto della cugina del re Luigi XIV, Anna Maria Luisa d'Orléans, Duchessa di Montpensier (1627 - 1693), detta “La Grande Mademoiselle” e su incarico della duchessa ristruttura il castello di Saint-Fargeau. Incaricato del progetto della Chiesa di Saint-Louis-en-l'Île, si occupa anche della redazione del progetto di lottizzazione urbanistica ed edilizia dell'île Saint-Louis in collaborazione con il fratello, e della costruzione di alcuni edifici tra i quelli quello dove risiedette egli stesso. Collabora anche alla realizzazione di edifici di proprietà del re, al progetto e alla costruzione del nuovo Louvre (facciata e colonnato), e nel 1669 è nominato ispettore generale per le costruzioni per i comuni di Tours e Orléans e svolge la sua attività a Romorantin, Châteaudun, Coulon, Nogent, Beaugency, La Flèche, Vendôme, Les Roches, Bergé.
Nel 1671, all'atto della fondazione della Académie royale d'architecture, diventa uno dei primi otto membri dell'accademia.

## Opere

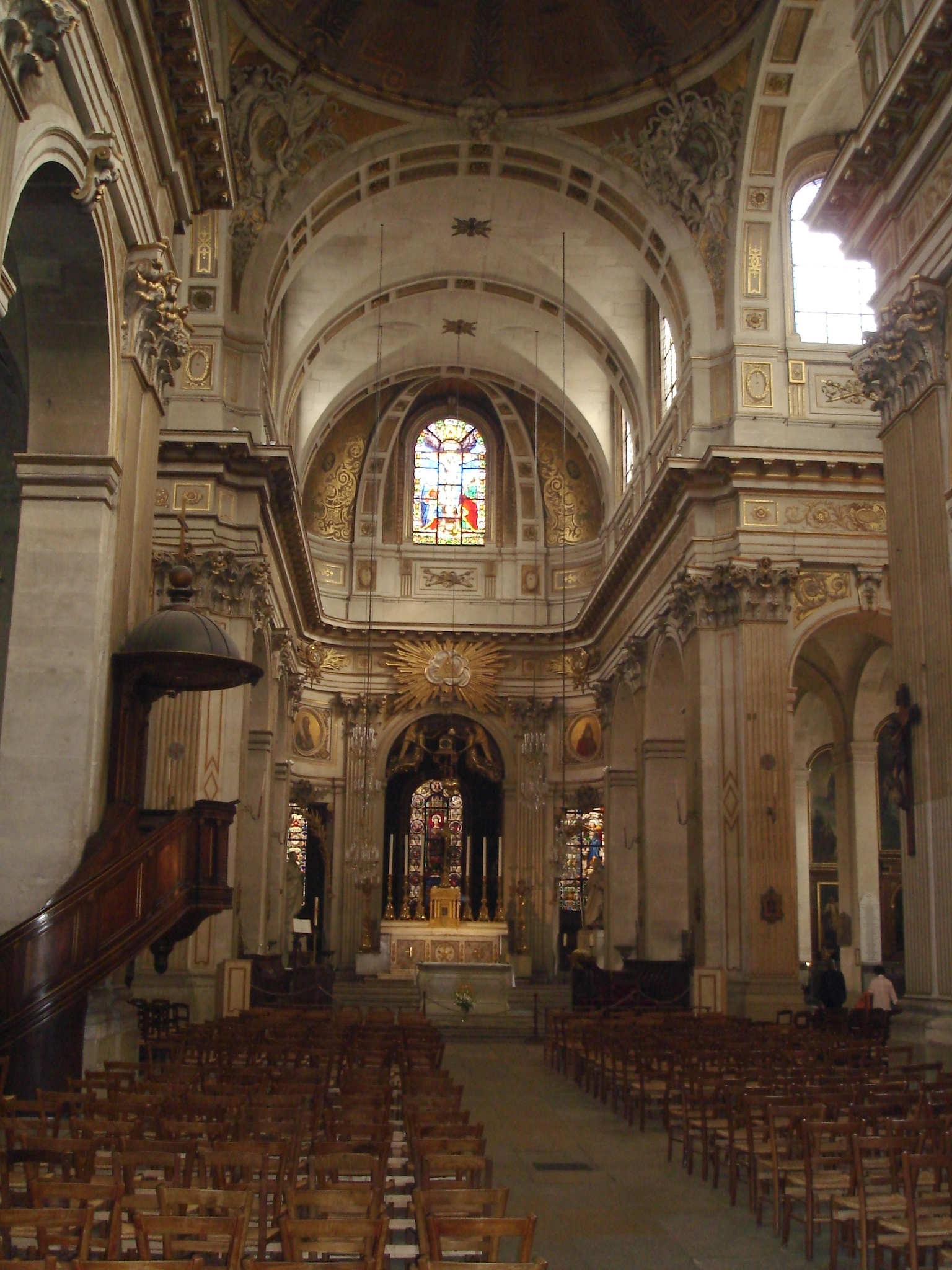
Chiesa di Saint-Louis en l'Ile

- 1651: ala sinistra dell'Hôtel de Sully a Parigi di proprietà del Maréchal de Rohan
- 1654: Castello di Lignières (nel dipartimento di Cher) su incarico di Jérôme de Nouveau, Soprintendente generale delle poste reali
- 1654-1657: facciate delle due ali del castello di Saint-Fargeau (Yonne) (distrutto da un incendio nel 1752 e successivamente ricostruito)
- 1654-62: castello di Saint-Sépulchre[1]
- 1655: edificio al numero 15 di rue Saint Louis nell'île Saint-Louis che diventerà la sua residenza
- 1656: chiesa di Saint-Louis en l'Ile sull'île Saint-Louis a Parigi. Nello stile barocco progetta la cappella della Vergine, quella di Sainte-Geneviève, il coro e la cupola
- 1658: Castello di Bercy, di proprietà della famiglia Malon, nel territorio dell'attuale comune di Charenton-le-Pont (in parte distrutto nel 1861)
- 1660: casa Centaure, costruita per se stesso, al numero 45-47 del quai de Bourbon nel 4º arrondissement di Parigi. Nello stesso periodo progetta e realizza anche i fabbricati ai numeri 49 e 51 della medesima strada
- 1660: Castello di Sucy-en-Brie (attualmente nel comune di Val-de-Marne) per conto del finanziere Nicolas Lambert, grand maître de eaux et forêts de Normandie
- 1660: castello di Monpipaux[1]
- 1661: decorazione dell'l'hôtel al n. 10 di rue du Parc-Royal a Parigi
- 1662: partecipa ai restauri del ponte dell'Isle-Adam
- 1662-64 partecipa alla costruzione del Palazzo del Louvre[2]
- 1671: magazzini dell'Arsenale di Rochefort (Charente-Maritime)
- 1673: partecipa al progetto e ai lavori di ampliamento del castello di Sceaux per conto di Jean-Baptiste Colbert (1619 – 1683)

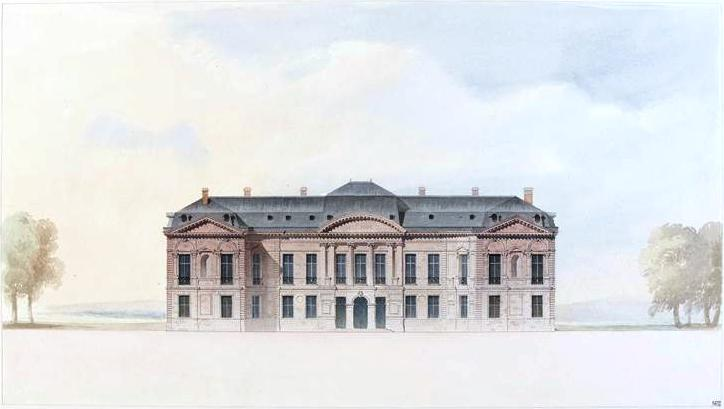
Castello di Bercy
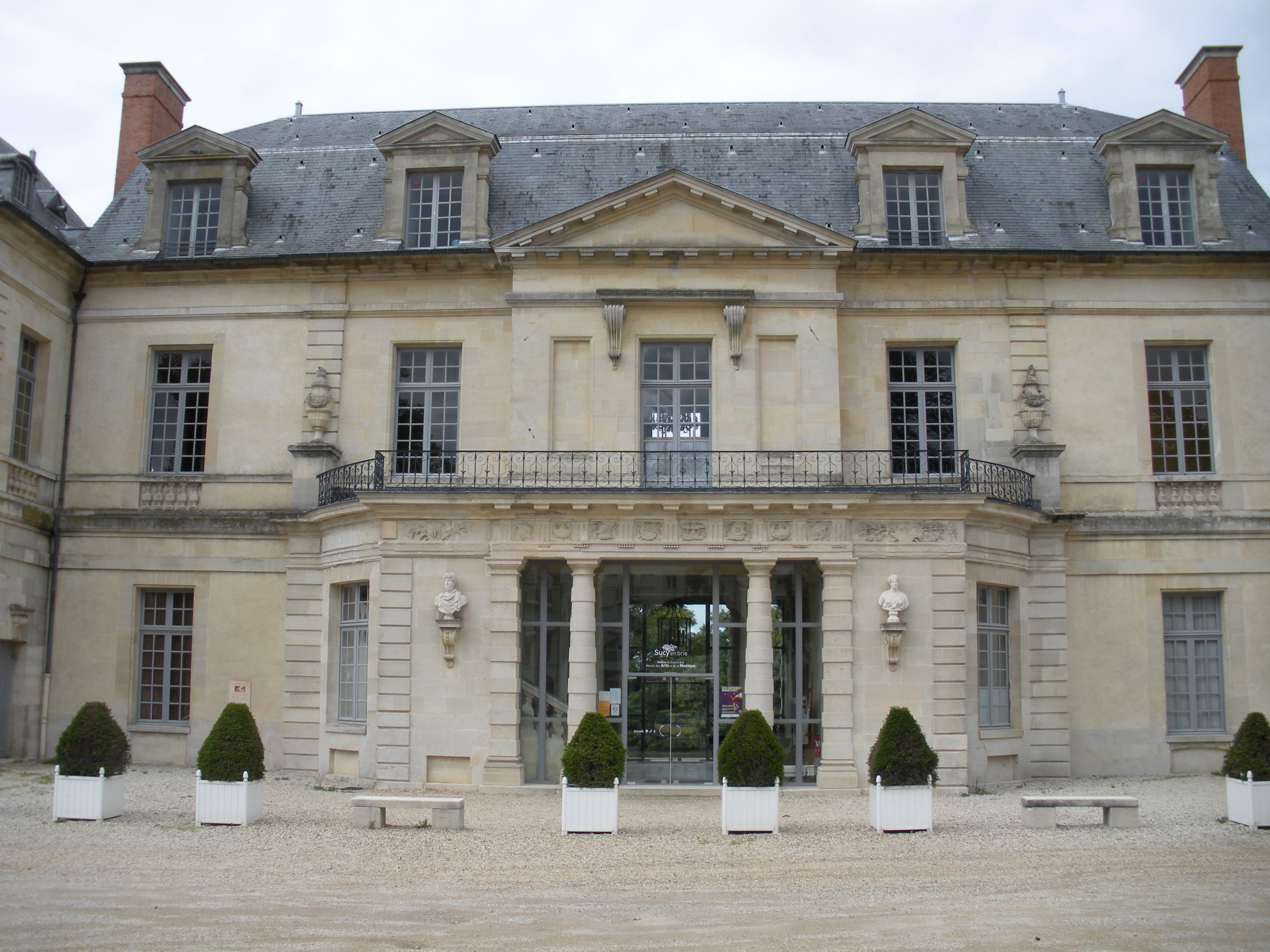
Castello di Sucy-en-Brie